# University of Portland

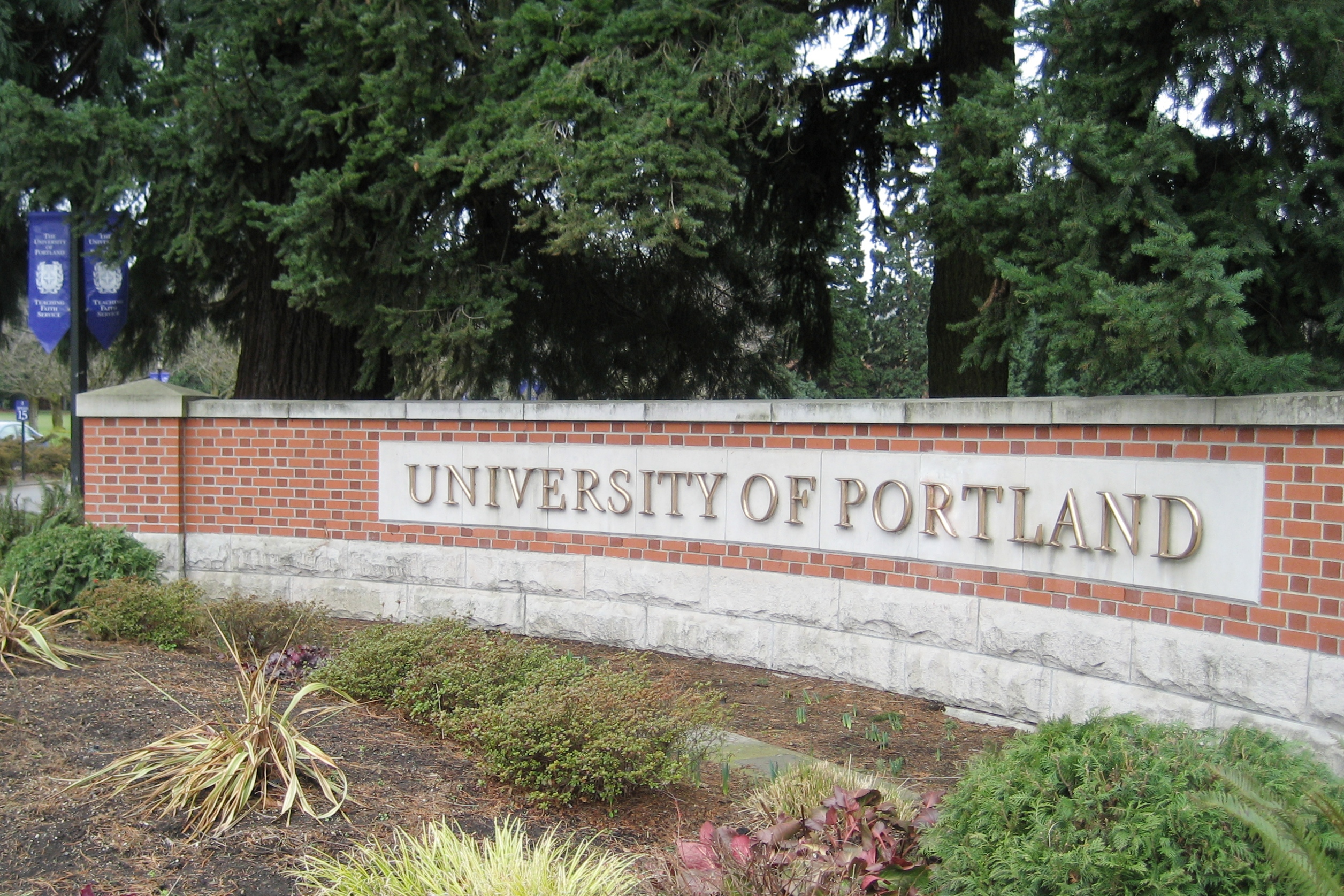
Haupteingang

Die University of Portland (UP) ist eine katholische Universität in Portland, Oregon. Die der Kongregation vom Heiligen Kreuz nahestehende Hochschule wurde 1901 gegründet und ist heutzutage insbesondere für ihr Sportprogramm überregional bekannt. Die Frauenfußballmannschaft der Universität war mehrfach bei den NCAA Women’s Soccer Championships erfolgreich.

## Geschichte
Erzbischof Alexander Christie stiftete 1901 die Universität, die seinerzeit nach dem nahegelegenen Fluss Columbia unter dem Namen Columbia University firmierte. Im folgenden Jahr übernahm die Kongregation vom Heiligen Kreuz die Leitung der Hochschule. In den 1920er Jahren zum Junior College aufgestiegen, eröffnete die Einrichtung 1925 ihr College of Arts and Sciences, an dem 1929 die ersten Bachelortitel errungen wurden. In den 1930er Jahren erhielt die Hochschule ihren heutigen Namen und weitete ihr Forschungs- und Lehrgebiet aus, als Medizin und Wirtschaftswissenschaften aufgenommen wurden. 1948 kam Ingenieurwissenschaften hinzu. 1967 übertrug die Kongregation die Leitung der Anstalt einem Komitee.

## Forschung und Lehre
Die Universität ist in fünf Sektionen unterteilt, dies sind das College of Arts & Sciences, die Pamplin School of Business, die School of Education, die School of Engineering und die School of Nursing. Auf diese verteilen sich die folgenden Studiengänge:
- Biologie
- Chemie
- Bauingenieurwesen
- Kommunikationswissenschaft
- Informatik
- Elektrotechnik
- Englisch
- Umweltwissenschaften
- Internationale Sprachen und Kultur
- Geschichte
- Mathematik
- Maschinenbau
- Darstellende Kunst
- Philosophie
- Physik
- Politikwissenschaft
- Psychologie
- Soziologie
- Verhaltensforschung
- Theologie

Darüber hinaus gibt es noch die Graduate School, die sich der weiterführenden Erwachsenenbildung verschrieben hat.

## Sportprogramm

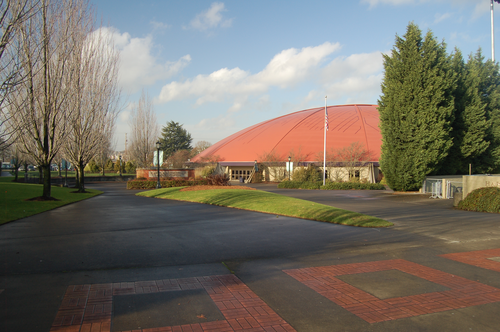
Chiles Center Dome der Basketballmannschaft

Das Sportprogramm wurde insbesondere durch den vormaligen Fußballprofi Clive Charles geprägt, der 1986 die Leitung des NCAA-Fußballprogramms an der Universität übernahm. zunächst nur für den Männerbereich zuständig, leitete er ab 1989 auch das Programm für die Frauenmannschaften. Unter dem Namen Portland Pilots trat die Mannschaft bei den Wettbewerben der NCAA an. 2002 und 2005 gewann die Frauenmannschaft diesen Wettbewerb. Während ihres Studiums durchliefen beispielsweise Conor Casey, Steve Cherundolo, Susanna Heikari, Heath Pearce, Kasey Keller, Josh Simpson, Shannon MacMillan, Tiffeny Milbrett, Stephanie Lopez, Megan Rapinoe und Christine Sinclair die Fußballmannschaften der Universität.

## Bekannte Absolventen
- Steven Cherundolo, Fußballspieler
- Kasey Keller, Fußballspieler
- Larry LaRocco, Politiker
- Kunal Nayyar, Schauspieler
- Megan Rapinoe, Fußballspielerin
- Christine Sinclair, kanadische Fußballspielerin
- Paul Winfield, Schauspieler
- Erik Spoelstra, NBA Head Coach